# Кэрролл, Ли
Ли Кэ́рролл (англ. Lee Carroll) — американский публицист, контактёр, один из создателей и главных популяризаторов термина «дети индиго» и один из популяризаторов ченнелинга.

## Биография
Ли Кэрролл закончил Калифорнийский западный университет по специальности «бизнес и экономика», после чего около тридцати лет занимался бизнесом по продаже аудиотехники.
Перу Ли Кэрролла принадлежит несколько книг, посвящённых т. н. «детям индиго», где он говорит о высоком духовном потенциале нового поколения детей. Ли Кэрролл — основной популяризатор термина нью-эйдж.
Двенадцать его книг посвящены сообщениям Крайона[кто?] и переведены на более десяти языков мира.
В 1995 году Ли Кэрролл был приглашён выступить перед рабочей группой ООН «Общество просвещения и преобразования» (S.E.A.T.).
На книгах Ли Кэрролла основан фильм 2002 года «Индиго».
Кэрролл, переживая кризис среднего возраста, посетил экстрасенса, который увлёк его учением нью-эйдж. По словам Кэрролла, в течение четырёх лет он телепатически ощущал и слышал голос у себя в голове, но сначала был слишком напуган этим явлением. Наконец, убедившись в доброте «голоса», он публично заявил (1989) о том, что через его посредство («ченнелинг») с землянами говорит некая астральная сущность, высшее, или «ангелическое» существо из «высшего измерения», бестелесное существо, которое присутствует на Земле «с самого начала», которое назвало себя Крайоном.
Этому существу приписываются публичные выступления-сеансы, проводимые Ли Кэрроллом в разных странах мира, и значительная часть литературы (вышедшей в печати и опубликованной в интернете), им написанной. Ли Кэрролл утверждает, что Крайон в то же время общается с рядом других землян. Крайон, по утверждению Ли Кэрролла, стремится способствовать «восшествию человечества на более высокий энергетический уровень».
Эксперт Межведомственной комиссии по контролю и противодействию сектантским нарушениям (MIVILUDES) Франции Энн Фурье отмечала, что в основе учения Кэролла лежит гностицизм, нью-эйдж и ченнелинг.

### Критика
Член-корреспондент РАН, главный научный сотрудник Института общей генетики имени Н. И. Вавилова РАН, доктор биологических наук, профессор И. А. Захаров-Гезехус указал на то, что «В 21-м веке в России почти не издавались популярные книги о генетике. На этом фоне появляются, причём тиражами, о которых могут только мечтать авторы-учёные, книги эзотерической литературы, спекулирующие генетической терминологией в названиях и в своих текстах.», к числу последних отнёс книгу Кэрролла «Крайон. Двенадцать слоёв ДНК», которую также называет «маргинальным опусом».
Журналист газеты Sud-Ouest Элен Рукетт-Валя отмечала, что Кэрролл в 1991 году создал серию книг «Крайон», в основу которой положил апокалиптический религиозный синкретизм из таких хорошо продаваемых тем как: медитация, гипноз, магнетизм, нумерология, развитие личности.

## Публикации
- Кэрролл Л., Тоубер Д. Дети индиго = Indigo Celebration: More Messages, Stories, and Insights from the Indigo Children. — М.: София, 2003. — 288 с. — (Дети индиго).
- Кэрролл Л., Тоубер Д. Дети индиго-2. Праздник цвета индиго. — М.: София, 2003. — 240 с. — (Дети индиго). — 5000 экз. — ISBN 5-9550-0240-5.
- Кэрролл Л. Крайон. Последние времена: ченнелинг-информация, переданная с любовью = The End Times: New Information for Personal Peace / Пер.с англ. А. Костенко, А. Хомик. — М.: София, 2003. — 176 с. — ISBN 5-9550-0066-6.
- Кэрролл Л. Крайон. Книга II. Не думай как человек: ченнелинг-ответы на насущные вопросы = Don't Think Like a Human: Channelled Answers to Basic Questions / Пер. с англ. Д. Гапеев. — М.: София, 2004. — 304 с. — 10 000 экз. — ISBN 5-9550-0241-3.
- Кэрролл Л. Крайон. Книга III. Алхимия человеческого духа. Руководство по переходу человека в Новую Эру = Alchemy of The Human Spirit: A Guide To Human Transition into the New Age / пер. с англ. Д. Гапеев. — М.: София, 2005. — 352 с. — ISBN 5-9550-0608-7.
- Кэрролл Л. Притчи Крайона = The Parables of Kryon / Пер. с англ. Д. Гапеев. — М.: София, 2004. — 175 с.
- Кэрролл Л. Крайон. Книга V. Путешествие домой. Майкл Томас и семь ангелов = The Journey Home: A Kryon Parable, The Story of Michael Thomas and the Seven Angels. — М.: София, 2005. — 240 с. — 10 000 экз. — ISBN 5-9550-0749-0.
- Кэрролл Л. Крайон. Книга VI. Партнерство с Богом = Partnering With God: Practical Information for the New Millennium. — М.: София, 2005. — 400 с. — ISBN 5-9550-0646-X.
- Кэрролл Л. Крайон. Книга VII. Письма из дома. Послания любви от твоей семьи = Letters from Home: Loving Messages from the Family. — М.: София, 2006. — 528 с. — 10 000 экз. — ISBN 5-9550-0831-4.
- Кэрролл Л. Минуя веху. Ключи к пониманию энергии нового тысячелетия = Passing the Marker: Understanding the New Millennium Energy. — М.: София, 2006. — 448 с. — 10 000 экз. — ISBN 5-9550-0588-9.
- Кэрролл Л. Новое начало. Год 2002 и дальше = The New Beginning: 2002 and Beyond. — М.: София, 2007. — 400 с. — ISBN 978-5-91250-299-6.
- Кэрролл Л. Новая заповедь = A New Dispensation: Plain Talk For Confusing Times. — М.: София, 2007. — 416 с. — ISBN 978-5-91250-404-4.
- Кэрролл Л. Поднятие завесы. Апокалипсис новой энергии = Lifting The Veil: The New Energy Apolocalypse. — М.: София, 2008. — 416 с. — ISBN 978-5-91250-649-9.
- Кэрролл Л., Кейон Т, Кори П., Валле М. Великий переход. До и после 2012 года = Great Shift: The Co-Creating a New World for 2012 and Beyond. — М.: Эксмо. — 320 с.
- Кэрролл Л. Крайон. Действовать или ждать?. — М.: София, 2008. — 352 с. — ISBN 978-5-9125-0792-2.
- Кэрролл Л. Крайон. Книга работника света. — М.: София, 2009. — 224 с. — ISBN 978-5-91250-945-2.
- Кэрролл Л. Дети индиго. Новые дети уже пришли = The Indigo Children: The New Kids Have Arrived. — М.: София, 2009. — 320 с. — ISBN 978-5-91250-852-3.
- Кэрролл Л., Тоубер Д. Дети индиго десять лет спустя = The Indigo Children Ten Years Later: What's Happening with the Indigo Teenagers! / Пер.с англ. Е. Стародуб. — М.: София, 2009. — 384 с. — ISBN 978-5-91250-854-7, ISBN 978-5-91250-855-4.
- Кэрролл Л. Дети индиго. Праздник цвета индиго. — М.: София, 2009. — 288 с. — ISBN 978-5-91250-853-0.
- Кэрролл Л. Большая книга притч. 20 лет Крайона. — М.: София, 2010. — 432 с. — 4000 экз. — ISBN 978-5-399-00025-1.
- Кэрролл Л. Двенадцать слоёв ДНК = The Twelve Layers of DNA. — М.: София, 2011. — 352 с. — ISBN 978-5-399-00180-7.
- Кэрролл Л. Перекалибровка человечества. Мир после 2013 года = The Recalibration of Humanity. — М.: София, 2014. — 288 с. — ISBN 978-5-906686-72-5.